# فرهادي (قلعة أصغر)
فرهادي (بالفارسية: فرهادی) هي قرية تقع في إيران في ناحية لاله زار.